# Palmer Road North
 (mars 2023).
Si vous disposez d'ouvrages ou d'articles de référence ou si vous connaissez des sites web de qualité traitant du thème abordé ici, merci de compléter l'article en donnant les références utiles à sa vérifiabilité et en les liant à la section « Notes et références ».
Palmer Road North est une communauté du Canada située dans le comté de Prince, sur l'Île-du-Prince-Édouard. Elle se trouve à l'ouest de Tignish.